# Kevin Castañeda
Kevin Castañeda Vargas (ur. 28 października 1999 w Guadalajarze) – meksykański piłkarz występujący na pozycji ofensywnego pomocnika, od 2022 roku zawodnik Tijuany.